# KERAと犬子の四次元ラヂオテクノスケ
- ケラと犬子の四次元ラヂオテクノスケ
- ケラと犬子の四次元ラジオテクノスケ

『KERAと犬子の四次元ラヂオテクノスケ』（けらといぬこのよじげんらぢおてくのすけ）は、ニッポン放送で1991年10月12日から1992年3月28日まで放送された番組である。

## 概要
パーソナリティはKERAと犬山犬子。「四次元の空間を突き抜け聴こえてくる未来のラジオ。」をコンセプトに前衛的な内容で固められた番組である。合間にはニッポン放送の他の番組のジングルや近年のボーカロイドに通づる機械音声（ボイスチェンジャーなどを使用）によるおしゃべりなどが挿入されていた。
まだインターネットが普及していなかった1991年当時、リスナーからのお便りの募集をパソコン通信（ニフティサーブ、EYE-NET）の電子メールで呼びかけるという異質な構成であり、このような体制でどこまでリスナーと遊べるか挑戦するという番組だった。
ニッポン放送では番組中盤に本物の交通情報が生放送で挿入された。はがきの募集はこの番組宛ではなく、他のニッポンの放送の番組を宛先としていた。
1991年10月26日、1992年2月15・22・29日・4月4日は裏送り。

## ゲスト
※回数はニッポン放送放送分基準。
- 第2回　羽田恵理香
- 第3回　宍戸留美
- 第7回　ribbon
- 第18回　YOU

## ネットしていた局
- 青森放送
- 高知放送
- 福井放送